# 霸王金橘
霸王金橘（学名：Fortunella bawangica）为芸香科金橘属下的一个种。